# Gerardo L. Munck
Gerardo L. Munck (Buenos Aires, 13 de octubre de 1958) es un politólogo especializado en política comparada. Es profesor de ciencia política y Relaciones Internacionales en la Universidad del Sur de California.

## Carrera
Munck obtuvo su licenciatura en ciencia política en la University of New Hampshire, una maestría en Estudios latinoamericanos en la Stanford University, y su PhD en ciencia política de la University of California, San Diego (UCSD). Munck fue profesor de la  Universidad de Illinois en Urbana-Champaign entre 1990 y 2002, antes de cambiar a la Universidad del Sur de California (USC).

## Investigación académica
Munck trabaja en el campo de la Política comparada, especializándose en regímenes políticos, democracia y metodología. Su trabajo más reciente se enfoca en la democracia y su relación con el Estado, coyunturas críticas, y política en América Latina.
Munck también es conocido por su investigación en el campo de la ciencia del conocimiento y sus historias orales de académicos destacados en la Ciencia política y la Política comparada.

### La democracia
Uno de los intereses recurrentes en las investigaciones de Munck ha sido la democracia. Ha escrito sobre la conceptualización y medición de la democracia, y some la teorización de la democracia. 

#### Conceptualización y medición de la democracia
El premiado trabajo de Munck junto a Jay Verkuilen “Conceptualizing and Measuring Democracy" (2002) introdujo una amplimamente usada distinción entre los problemas de conceptualización, medición y agregación de la democracia. En su libro Measuring Democracy (2009) y en conjunto con Jørgen Møller y Svend-Erik Skaaning (2020), Munck elaboró un marco conceptual "en contra de un enfoque empirista de la medición" y considera que la atención debería centrarse "directamente en los conceptos teóricos" y “en el vínculo entre los conceptos teóricos y las medidas”.

#### Problemasdeyparala democracia
En Latin American Politics and Society: A Comparative and Historical Analysis (2022) y en “Democracia y Estado en América Latina” (2023), Munck ha introducido la distinción entre problemas de la democracia, "aquellos relacionados con la obtención, mantenimiento y profundización de la democracia," y problemas para la democracia, los "problemas relacionados con los resultados que proveen las democracias." Munck sostiene que "los problemas de la democracia impiden la reducción de los problemas para la democracia, y los problemas no resueltos para la democracia bloquean la posibilidad de disminuir los problemas de la democracia" y que esta dinámica genera un equilibrio subóptimo.

#### Democracia y Estado
Munck ha avanzado el argumento de que la capacidad estatal afecta a la democracia y que la democracia también afecta a la capacidad estatal. En su libro A Middle-Quality Institutional Trap: Democracy and State Capacity in Latin America (2020), con Sebastián Mazzuca, propone que "Los Estados pueden hacer la democracia y la democracia puede hacer Estados", pero que estos lo hacen "solo bajo ciertas macrocondiciones, las cuales detonan mecanismos causales que hacen de la relación Estado-democracia un ciclo virtuoso". En contra de la tesis de Francis Fukuyama de que solo se puede construir un Estado capaces antes de transitar a la democracia, muestra que muchos países han desarrollado su capacidad estatal en paralelo a su proceso de democratización o después de democratizar.
Munck ha profundizado este análisis en el contexto de las democracias en América Latina en el siglo XXI. En “Democracia y Estado en América Latina” (2023), argumenta que "la trayectoria de la democracia en América Latina va  a estar determinada en gran parte por lo que se haga o no para construir un Estado que sirva a los ciudadanos de forma eficaz, eficiente y equitativa." En su artículo "Estados semipatrimoniales y democracias duraderas de baja calidad en América Latina" (2024), Munck elabora los mecanismos por medio de los cuales los Estados latinoamericanos, que caracteriza como semipatrimoniales, afectan a la democracia y generan democracias de baja calidad pero resilientes.

### Coyunturas críticas
Munck editó junto con David Collier un libro sobre Critical Junctures and Historical Legacies: Insights and Methods for Comparative Social Science (2022).  El libro ofrece una revisión de ideas teóricas y metodológicas relacionadas con las coyunturas críticas y numerosos ejemplos de investigación sustantiva que utiliza el marco de la coyuntura crítica. Munck define una coyuntura crítica como “(1) un cambio rápido, discontinuo y a nivel macro, y (2) una causa distal que genera un legado histórico o, más precisamente, tiene un efecto persistente a través de un ciclo causal: una cadena causal que incluye un par causa-efecto repetido”. También propone una reconstrucción del marco de coyuntura críticas que muestra cómo puede integrar la explicación de la estática y la dinámica.

### El conocimiento en las Ciencias Sociales
Una línea del trabajo de Munck se centra en la producción de conocimiento en las ciencias sociales.

#### Historias orales
Publicó dos libros con extensas entrevistas con destacados académicos, que no sólo abordan su formación intelectual y el contexto social de su investigación, sino también cómo llevan a cabo el proceso de investigación y cómo escribieron sus obras influyentes.
Un libro de entrevistas Pasión, oficio y método en la política comparada (2020), con Richard Snyder, cubre la trayectoria intelectual de quince académicos: Gabriel Almond, Barrington Moore, Robert Alan Dahl, Juan José Linz, Samuel P. Huntington, Arend Lijphart, Guillermo O’Donnell, Phillippe C. Schmitter, James C. Scott, Alfred Stepan, Adam Przeworski, Robert H. Bates, David Collier, David D. Laitin y Theda Skocpol.
Otro libro de  entrevistas, El pensamiento sociopolítico latinoamericano: Ciencias sociales e intelectuales en tiempos cambiantes (2023), con Martín Tanaka, se enfoca en las contribuciones de diez sociólogos y politólogos latinoamericanos: Fernando Henrique Cardoso, Rodolfo Stavenhagen, Edelberto Torres Rivas, Marta Harnecker, Julio Cotler, Guillermo O’Donnell, Francisco Leal Buitrago, Marcelo Cavarozzi, Manuel Antonio Garretón y Elizabeth Jelin.

#### La evolución de la política comparada en Estados Unidos
Munck ofrece la siguiente periodización para la evolución de la política comparada moderna, como campo de la ciencia política -entendida como disciplina académica- en los Estados Unidos: 
- 1. La constitución de la ciencia política como disciplina, 1880-1920
- 2. La revolución del comportamiento, 1921-1966
- 3. El período posconductista, 1967-1988
- 4. La segunda revolución científica 1989-presente

Munck también especifica varias tendencias en el campo desde principios del siglo. 
- Fin de la pretensión de la teoría de la elección racional de hegemonizar el campo
- Falta de una metateoría unificadora
- Mayor atención a la inferencia causal y mayor uso de métodos experimentales
- Uso continuo de métodos de observación, incluidos los métodos cualitativos
- A la nueva preocupación por una “hegemonía de métodos” como teoría no se le presta tanta atención

#### La evolución de la sociología y la ciencia política en América Latina
Munck compara dos períodos en las ciencias sociales en América Latina de la siguiente manera.

El período 1960-1990: 
- La producción intelectual fue marcada por regímenes autoritarios y las guerrillas
- Los científicos sociales se asumieron como intelectuales críticos
- Los científicos sociales se reconocieron como latinoamericanos
- Varios intelectuales latinoamericanos formaron parte de redes con europeos y estadounidenses
- Los científicos sociales debatieron el valor de la democracia y la relación entre democracia y socialismo
- Los científicos sociales rompieron con una visión eurocéntrica y se dedicaron a entender la especificidad de la región
- Los intelectuales latinoamericanos elaboraron un pensamiento social y político latinoamericano

El período 1990-2020: 
- La producción intelectual se da en un contexto político más propicio
- Las redes en el siglo XXI son más inclusivas, en particular con respecto al rol de las mujeres
- La noción del académico puro dedicado a la investigación ha reemplazado en parte a la noción del intelectual comprometido
- Hay menos interés en identificar y estudiar los grandes temas que hacen a la problemática latinoamericana
- Ha crecido la influencia del mundo anglosajón y se discute menos la teoría y más los métodos
- La influencia de la academia estadounidense dificulta la formulación de una agenda enfocada en la problemática latinoamericana

## Trabajo con organizaciones internacionales

### Programa de las Naciones Unidas para el Desarrollo (PNUD)
Munck colaboró con Dante Caputo y Guillermo O'Donnell en la preparación del informe del Programa de las Naciones Unidas para el Desarrollo (PNUD) La democracia en América Latina. Hacia una democracia ciudadana (2004). 
También trabajó con Dante Caputo en un segundo informe regional sobre la democracia en América Latina preparado por el PNUD y la Organización de los Estados Americanos (OEA), Nuestra democracia (2010). 
Junto con el PNUD, elaboró un sistema para monitorear la corrupción en Afganistán  y escribió documentos de referencia para los informes regionales del PNUD en Asia y el Pacífico sobre corrupción e igualdad de género.

### Organización de los Estados Americanos (OEA)
Munck desarrolló una metodología para monitorear las elecciones para la Organización de los Estados Americanos (OEA) . 

### Alianza para el Gobierno Abierto
Munck fue miembro del Panel Internacional de Expertos inaugural de la Alianza para el Gobierno Abierto . 

### Organización de Estados Iberoamericanos (OEI)
Munck fue designado como miembro de la Comisión de Expertos de Alto Nivel que apoya el Programa de Derechos Humanos, Democracia e Igualdad, de la Organización de Estados Iberoamericanos para la Educación, la Ciencia y la Cultura (OEI) .  

## Vida personal
La abuela de Munck es la nadadora Lilian Harrison . Su hermano es el sociólogo Ronaldo Munck . 

## Publicaciones seleccionadas
El pensamiento sociopolítico latinoamericano: Ciencias sociales e intelectuales en tiempos cambiantes (con Martín Tanaka; Prometeo, 2023)
Latin American Politics and Society: A Comparative and Historical Analysis (con JP Luna; Cambridge University Press, 2022).
Critical Junctures and Historical Legacies: Insights and Methods for Comparative Social Science, co-editor con David Collier (Rowman & Littlefield, 2022).
A Middle-Quality Institutional Trap: Democracy and State Capacity in Latin America (con Sebastián L. Mazzuca; Cambridge University Press, 2020).
La calidad de la democracia: Perspectivas desde América Latina, coeditor con Sebastián Mantilla Baca (Quito, Ecuador: CELAEP y Fundación Hans Seidel, 2013). 
Measuring Democracy: A Bridge between Scholarship and Politics (Johns Hopkins University Press, 2009).
Passion, Craft, and Method in Comparative Politics (con Richard Snyder; Johns Hopkins University Press, 2007). Versión en español: Pasión, oficio y método en la política comparada (México: Centro de Investigación y Docencia Económicas [CIDE]), 2020).
Regimes and Democracy in Latin America, editor (Oxford University Press, 2007).
“Regimes and Democracy in Latin America”, coeditor con David Collier. Número especial de Studies in Comparative International Development 36, 1 (Spring 2001): 3–141. 
Authoritarianism and Democratization: Soldiers and Workers in Argentina, 1976-83 (Penn State University Press, 1998).

### Artículos
“Estados semipatrimoniales y democracias duraderas de baja calidad en América Latina”. Revista Mexicana de Sociología 86, 1 (2024): 53-88. 
“Democracia y Estado en América Latina”, pp. 52-63, en Fundación Análisis de Política Exterior and Organización de Estados Iberoamericanos (eds.), Una agenda común de futuro: Latinoamericanos y europeos por la transformación social, Madrid: Política Exterior, 2023.
“Las ciencias sociales y el pensamiento sociopolítico latinoamericano”, pp. 15-43, en Gerardo L. Munck y Martín Tanaka, El pensamiento sociopolítico latinoamericano: Ciencias sociales e intelectuales en tiempos cambiantes, Buenos Aires, Argentina: Prometeo, 2023.
“Introduction: Tradition and Innovation in Critical Juncture Research", pp. 1–29, en David Collier y Munck (eds.), Critical Junctures and Historical Legacies: Insights and Methods for Comparative Social Science, Lanham, MD: Rowman & Littlefield, 2022. 
The Theoretical Foundations of Critical Juncture Research: Critique and Reconstruction”, pp. 109–37, en David Collier y Munck (eds.), Critical Junctures and Historical Legacies: Insights and Methods for Comparative Social Science, Lanham, MD: Rowman & Littlefield, 2022. 
“Quantitative Methods and Critical Junctures: The Strengths and Limits of Quantitative History”, pp. 183-205, en David Collier y Munck (eds.), Critical Junctures and Historical Legacies: Insights and Methods for Comparative Social Science, Lanham, MD: Rowman & Littlefield, 2022.
“The Power and Promise of Critical Juncture Research”, pp. 389-401, en David Collier y Munck (eds.), Critical Junctures and Historical Legacies: Insights and Methods for Comparative Social Science, Lanham, MD: Rowman & Littlefield, 2022.
“Conceptualization and Measurement: Basic Distinctions and Guidelines”, pp. 331–52, en Luigi Curini y Robert Franzese (eds.), The SAGE Handbook of Research Methods in Political Science and International Relations, Vol. 1, con Jørgen Møller y Svend-Erik Skaaning. Thousand Oaks, CA: Sage, 2020. 
“La política comparada en la encrucijada: problemas, oportunidades y perspectivas desde el norte y el sur”, con  Richard Snyder. Política y Gobierno (México) Vol. 26, Nº 1 (2019): 139-58. 
“Modernization Theory as a Case of Failed Knowledge Production”. The Annals of Comparative Democratization 16, 3 (2018): 37-41. 
"Building Blocks and Methodological Challenges: A Framework for Studying Critical Junctures", with David Collier, Qualitative and Multi-Method Research 15, 1 (2017). 
"What is Democracy? A Reconceptualization of the Quality of Democracy". Democratization, 23, 1 (2016): 1-26. 
"Building Democracy … Which Democracy? Ideology and Models of Democracy in Post-Transition Latin America". Government and Opposition 50, 3 (2015): 364-93. 
"State or Democracy First? Alternative Perspectives on the State-Democracy Nexus", con Sebastián L. Mazzuca. Democratization 21, 7 (2014): 1221-43. 
“The Past and Present of Comparative Politics,” pp. 32-59, en Munck y Richard Snyder, Passion, Craft, and Method in Comparative Politics. Baltimore, Md.: The Johns Hopkins University Press, 2007. Versión en español: “El pasado y presente de la política comparada en los Estados Unidos”. Revista Latinoamericana de Política Comparada (Ecuador) 2 (2009): 17-56. 
“Debating the Direction of Comparative Politics: An Analysis of Leading Journals”, con Richard Snyder, Comparative Political Studies 40, 1 (2007): 5-31. 
"Democratic Politics in Latin America: New Debates and Research Frontiers". Annual Review of Political Science 7 (2004): 437-62. 
"Tools for Qualitative Research",  pp. 105–21, en Henry E. Brady y David Collier (eds.), Rethinking Social Inquiry: Diverse Tools, Shared Standards, Boulder, Col. and Berkeley, Cal.: Rowman & Littlefield and Berkeley Public Policy Press, 2004.
“La transición a la política de masas en América Latina”. Araucaria. Revista Iberoamericana de Filosofía, Polîtica y Humanidades 3,7 (2002): 95-132. 
"Conceptualizing and Measuring Democracy: Evaluating Alternative Indices", con Jay Verkuilen. Comparative Political Studies 35, 1 (2002): 5-34.  Versión en español: “Conceptualizando y midiendo la democracia: Una evaluación de índices alternativos”, Política y Gobierno 9,2 (2002): 403-41.
"The Regime Question: Theory Building in Democracy Studies". World Politics 54, 1 (2001): 119-44. 
"Game Theory and Comparative Politics: New Perspectives and Old Concerns". World Politics 53, 2 (2001): 173-204.  Versión en español: “Teoría de los Juegos y Política Comparada: Nuevas Perspectivas y Viejas Preocupaciones.” Revista Mexicana de Sociología LXIII,1 (2001): 3-40. 
"Modes of Transition and Democratization. South America and Eastern Europe in Comparative Perspective", con Carol Leff. Comparative Politics 29, 3 (1997): 343-62. 
"Disaggregating Political Regime: Conceptual Issues in the Study of Democratization". Helen Kellogg Institute for International Studies Working Paper 228 (1996).  Versión en español: “Desagregando al régimen político: Aspectos conceptuales en el estudio de la democratización,” pp. 237-78, en Victor Alarcón Olguín (ed.), Metodologías para el análisis politico: Enfoques, procesos e instituciones. México: UAM and Plaza y Valdés Editores, 2006. 
“Actor Formation, Social Coordination, and Political Strategy: Some Conceptual Problems in the Study of Social Movements”. Sociology 29,4 (1995): 667-85. Versión en español: "Algunos problemas conceptuales en el estudio de los movimientos sociales.” Revista Mexicana de Sociología LVII, Nº 3 (1995): 17-40. 